# Niederlangenbach
Niederlangenbach ist eine Hofschaft in Remscheid in Nordrhein-Westfalen (Deutschland).

## Lage und Verkehrsanbindung
Niederlangenbach liegt im südöstlichen Remscheid im statistischen Stadtteil Bergisch Born Ost des Stadtbezirks Lennep nahe dem größeren Ortsteil Bergisch Born im Tal des Niederlangenbachs. Weitere Nachbarorte sind Bornefeld, Kaltenborn,  Bergerhöhe, Heydt, Engelsburg, Forsten, Langenbusch und direkt benachbart Oberlangenbach.

## Geschichte
Die Karte Topographia Ducatus Montani aus dem Jahre 1715 zeigt den Hof als n.Langenbeck. Im 18. Jahrhundert gehörte der Ort zum bergischen Amt Bornefeld-Hückeswagen. 
1832 gehörte Niederlangenbach der Lüdorfer Honschaft an, die ein Teil der Hückeswagener Außenbürgerschaft innerhalb der Bürgermeisterei Hückeswagen war. Die Statistik und Topographie des Regierungsbezirks Düsseldorf unterscheidet nicht zwischen Ober- und Niederlangenbach und gibt zu dieser Zeit für Langenbeck zwei Wohnhäuser und drei landwirtschaftliche Gebäude an. 1815/16 lebten 15 Einwohner im Ort; für 1832 werden 16 angegeben, allesamt evangelischen Glaubens. Es bleibt dabei aber unklar, ob mit diesem Zahlen Oberlangenbach, Niederlangenbach oder beide zusammen gemeint sind
Im Gemeindelexikon für die Provinz Rheinland werden 1885 für Niederlangenbach ein Wohnhaus mit elf Einwohnern angegeben. Der Ort gehörte zu dieser Zeit zur Landgemeinde Neuhückeswagen innerhalb des Kreises Lennep. 1895 besitzt der Ort ein Wohnhaus mit sieben Einwohnern, 1905 ein Wohnhaus und zehn Einwohner.
Im Zuge der nordrhein-westfälischen Kommunalgebietsreform (§21 Düsseldorf-Gesetz) wurde am 1. Januar 1975 der östliche Bereich um Bergisch Born mit dem Hof Niederlangenbach aus der Stadt Hückeswagen herausgelöst und in die Stadt Remscheid eingegliedert.